# Amphilita arcuata
Amphilita arcuata là một loài bướm đêm trong họ Noctuidae.